# Blok 19A (Nový Bělehrad)

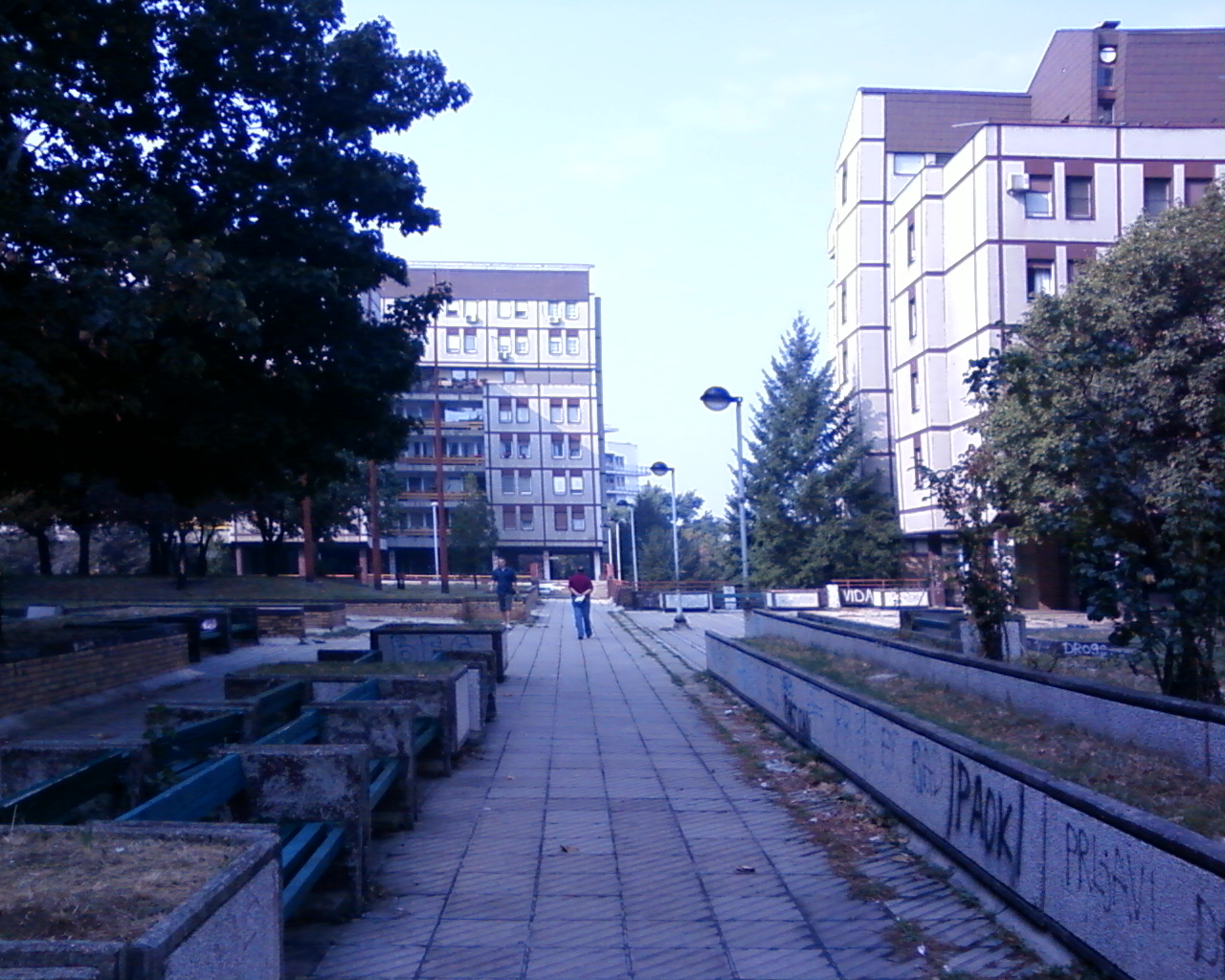
Vnitřní část bloku 19A.

Blok 19A (v srbské cyrilici Блок 19A) je komplex obytných staveb v Novém Bělehradě, v srbské metropoli Bělehrad. Blok 19A se nachází v jižní části části Nového Bělehradu, v blízkosti řeky Sávy. Na rozdíl od ostatních bloků uvedeného sídliště se nenachází v pravoúhlí síti ulic, ale stranou od ní. Je také jedním z nejnovější částí sídliště. 

## Lokalita
Blok 61 je vymezen ulicemi Bulevar Arsenija Carnojevića, Vladimira Popovićaa Milentija Popovića. Navazují na něj bloky 23 a blok 19. 

## Historie
Vznik nové části sídliště předpokládal územní plán tehdejší jugoslávské metropole, který byl schválen v roce 1972. Projekt obytného souboru připravili Vesna Matičević a Dragomir Manojlović z Bělehradského urbanistického institutu, konkrétní podobu celku dal čtyřčlenný tým architektů ve složení Milan Lojanica, Predrag Cagić, Borivoje Jovanović i Radisav Marić. Jejich návrh zvítězil v architektonické soutěži v roce 1975. Koncept šesti obytných domů uspořádali s ohledem na okolní rušné komunikace tak, aby od nich byla co největší vzdálenost k obytnému prostoru. Mezi jednotlivými domy se nacházela pěší zóna a společný prostor. Objekt byl projektován pro 3200 lidí, postaveno bylo celkem okolo 900 bytů. 
Obytný komplex vznikal mnohem později, než ostatní bloky Nového Bělehradu. Stavební práce byly zahájeny roku 1975 a dokončeny v roce 1981. Soubor se snažil vyvarovat některých chyb typicky brutalistických objektů Nového Bělehradu; jednotlivé domy měly více rozčleněné fasády a novátorským prvkem bylo užití šikmých střech. Jednotlivé byty počítaly s vyšší metráží vzhledem k novějším jugoslávským normám.
Na přelomu 20. a 21. století byly do jižní části bloku dostavěny komerční objekty, ve kterých sídlí ambasády a zastoupení Evropské unie v Srbsku.